# Eugenio Sicomoro
Eugenio Sicomoro, pseudonimo di Bruno Brunetti (Roma, 16 settembre 1952), è un fumettista e illustratore italiano ha pubblicato in Italia, Belgio, Francia, Olanda, Germania, Spagna, Stati Uniti, Grecia, Turchia e Brasile, con alcuni dei principali editori del settore come Danguard, Sergio Bonelli, Glenat.

## Biografia
Alla fine degli anni settanta esordì come disegnatore sulla rivista Intrepido e poi, per la Eura Editoriale, inizia a collaborare al settimanale Lanciostory; nei primi anni ottanta inizia a collaborare con la casa editrice francese Dargaud; con lo scrittore Claude Moliterni realizza dal 1985 la serie di Rouletabille, poi rinominata Marc Jourdan, pubblicata su Pilot e su Charlie Mensuel e poi in volume da Danguard.
Dopo aver pubblicato la miniserie Lumière Froide con la Glénat, inizia a collaborare con la Dupuis alla serie La Porte au Ciel.
Negli anni novanta in Italia, per la Sergio Bonelli Editori ha collaborato alle serie Martin Mystère e Magico Vento e, per la ACME, realizza le copertina della rivista Mostri.
Come insegnante ha lavorato presso la Scuola Romana dei Fumetti.

## Opere

### In Francia
- Rouletabille
  - Le Crâne de cristal, 1985
  - La Momie écarlate, 1987
- Rio Grande, 1989
- SIDA connection, 1993
- Lumière froide
  - Eva, 2001
  - Le Feu de l'ancêtre, 2003
  - Les Yeux de Luce, 2005
- La Porte au ciel
  - Première partie, 2008
  - Première partie, 2014
- Destins
  - La Prison, 2011

### In Italia
- Il teschio di cristallo su Pilot (1984)
- la storia “Prigioniero” su Dylan Dog Color Fest n. 13 (2014)
- Copertine della rivista Mostri (marzo 1990 – maggio 1991)
- Martin Mystere gigante n°4, settembre 1998. " La maledizione del Sahara " Sergio Bonelli editore.

## Riconoscimenti
- Premio Betty Boop: miglior disegnatore (1987)[7]
- Premio Cesar: miglior disegnatore (1993)[7]
- Premio Soleil d'Or: miglior disegnatore (2002)[7]
- Buc en Bulles: miglior disegnatore (2015)[7]